# Hervé Falciani
Hervé Falciani, född 9 januari 1972 i Monaco, är en fransk-italiensk datavetare och visselblåsare som blev känd för att ha samlat data från över 100 000 bankkonton hos HSBC i Genève och i december 2008 fört informationerna till Frankrike vilket ledde till utredning av många personers skattebrott. 2015 publicerades dessa data som Swissleaks.

## Biografi
Som 22-åring arbetade Falciani i kasinot i Monaco som croupier och senare som säkerhetsspecialist. När han var 28 började han hos HSBC i Monaco och 2004 anställdes han hos HSBC i Genève där han arbetade som systemutvecklare. Falciani hade då redan genomgått en skilsmässa. I Genève ingick han ett samboförhållande med Simona, vari 2005 en handikappad dotter föddes. Paret gifte sig 2007. 2006 tog Falciani mastersexamen i datavetenskap vid universitetet i Nice Sophia Antipolis. Från hösten 2006 till 2008 hade Falciani en parallell relation med Georgina Mikhael, en libanesiska som också arbetade hos HSBC. 
I oktober 2006 började Falciani kopiera kundinformationer. Från juni 2007 försökte han tillsammans med Georgina sälja data för 1000 dollar per kund till en bank i Saudiarabien, sedan i Beirut, utan framgång. Han började då förhandla med myndigheter i Tyskland, Storbritannien och Frankrike om att sälja data. Den schweiziska riksåklagarmyndigheten inledde i maj 2008 en utredning om affärsspionage och 22 december förhördes Falciani i Genève men lyckades fly med sin familj och dator till Frankrike.
I Frankrike anhölls han på schweiziskt initiativ 2009. Han släpptes senare och hjälpte de franska myndigheterna att dechiffrera de kunddata som fanns på hans dator.
År 2012 anhölls Falciani i Spanien på grund av den schweiziska efterlysningen. Han utlämnades dock inte utan släpptes efter sex månader. 
2014 beslutade den schweiziska riksåklagaren att väcka åtal mot Hervé Falciani men inte mot Georgina Mikhael.
Numera (2015) bor Falciani på hemlig ort i Frankrike.

## Swissleaks
Falcianis dator överlämnades till franska myndigheter som därigenom fick tillgång till kontosaldon från mer än 100 000 privatpersoner och 20 000 företag i hela världen. Därur inleddes många skatteprocesser. 
I februari 2015 publicerade International Consortium of Investigative Journalists (ICIJ) dessa data, som då var mer än 7 år gamla. Uppgifterna väckte stort uppseende gällande undanhållande av skatt, myndigheters agerande och HSBC:s affärsprinciper.

### Sverige
I den publicerade databanken finns 502 namn knutna till Sverige. Deras sammanlagda tillgodohavanden uppgick till 1 miljard USD.